# Toibik, Ciutove
Toibik (în ucraineană Тойбік) este un sat în comuna Zelenkivka din raionul Ciutove, regiunea Poltava, Ucraina.

## Demografie
Componența lingvistică a localității Toibik
     Ucraineană (98,11%)
     Rusă (1,89%)
Conform recensământului din 2001, majoritatea populației localității Toibik era vorbitoare de ucraineană (98,11%), existând în minoritate și vorbitori de rusă (1,89%).